# 23999 Ріннер
23999 Ріннер (23999 Rinner) — астероїд головного поясу, відкритий 9 вересня 1999 року.
Тіссеранів параметр щодо Юпітера — 3,503.